# Dactylioceras
Dactylioceras – rodzaj głowonogów z wymarłej podgromady amonitów, z rzędu Ammonitida.
Żył w epoce wczesnej jury (pliensbach – toark). Jego skamieniałości znaleziono w Anglii i w Niemczech (np. w stanowisku Holzmaden).